# 11時に歌いましょう
『11時に歌いましょう』（じゅういちじにうたいましょう）は、1979年10月1日から1982年3月26日までTBS（関東ローカル）で放送された、生活情報番組を兼ねた音楽番組である。放送時間は月曜 - 金曜11:00 - 11:40（JST）。

## 概要
チェリッシュの司会で、さわやかな唄と生活情報でつづる主婦向けの音楽ワイドショー。『11時にあいましょう』をリニューアル、生活情報は継続するも、音楽関連を新たに増加、2年半に渡って放送した。そして音楽路線は次作『街かどテレビ11:00』へ受け継がれる。
放送は、銀座三越に当時存在、夕方の帯番組『ぎんざNOW!』にも使われた「GINZAテレサ」からの生放送だった。

## 出演者

### 司会者
- チェリッシュ
- 菅原孝・芹洋子（1980年11月24日時点）

※どちらが先に司会を務めていたかは不明。

### 天王星からのメッセージ
- ルネ・ヴァン・ダール・ワタナベ（占星術師）

## 各コーナー
- オープニング

タイトルコールと銀座の風景を映し、風景に合成されたチェリッシュが日替わりで歌を歌う。
- ゲストの歌とトーク

毎回2組のゲストが出演、その内の一人が歌を披露し、チェリッシュとトーク。
- 日替わりコーナー

月曜：うつくしき日本の歌
火曜：演歌の心
水曜：今週のヒット歌謡曲
木曜：カラオケコンテスト
金曜：街角のベスト10
- 天王星からのメッセージ

視聴者から寄せられた悩みに対し、占星術師のルネ・ヴァン・ダール・ワタナベがその悩みに様々なアドバイスをする。
- ゲストの歌→エンディング

もう1組のゲストが歌を歌う。主にアイドルなどの若手が多かった。

## スタッフ
- 構成：福岡秀広
- プロデューサー：大場昂一、鈴木勝治
- ディレクター：神田立美
- 衣装協力：アルファキュービック、renoma
- 制作協力：泉放送制作、東通
- 製作著作：TBS